# Ван Эльс, Сусанна
Сусанна ван Эльс (нидерл. Susanne van Els; род. 1963, Неймеген) — нидерландская альтистка.

## Биография
С отличием закончила Гаагскую консерваторию (1990). Выступала в составе Шёнберг-ансамбля и Айвз-ансамбля, камерного оркестра «Амстердамская симфониетта», гаагского Резиденц-оркестра, в струнном трио (с Йоше и Йобом тен Харами).
В 1998 году удостоена Алкуиновской премии от города Неймегена.
После 2009 года занимается преимущественно административно-педагогической работой: была координатором программ академической музыки в Гаагской консерватории, с 2022 года возглавляет музыкальное отделение Лионской консерватории.

## Репертуар
В репертуаре альтистки — Бах, Шопен, Глазунов, Изаи, Стравинский, Хиндемит, Бриттен, Мийо, Мартину, Лигети, Куртаг, Берио, Губайдулина. Выступала и записывалась с Нобуко Имаи, Клэрон Мак-Фадден и другими известными музыкантами. В 2007 году вместе с Рейнбертом де Леу она записала знаменитую альтовую сонату Дм. Шостаковича, opus 147, её стихотворной параллелью на СD выступала поэма Рамси Насра Зимняя соната (без фортепиано и альта) в исполнении автора.
Особое внимание уделяла творчеству современных нидерландских композиторов: по словам самой ван Эльс, «тесно сотрудничать с композиторами, пытаться понять, что они думают и слышат, предлагатья им возможности и сталкиваться с их требованиями к тебе и твоему инструменту, — один из лучших способов музыкального творчества». Луи Андриссен написал для ван Эльс пьесу «Цинковый сад» (нидерл. Tuin van Zink; 1998).